# (12575) Palmaria
(12575) Palmaria (1999 RH1) – planetoida z pasa głównego asteroid okrążająca Słońce w ciągu 3,47 lat w średniej odległości 2,29 j.a. Odkryta 4 września 1999 roku.